# Capra sibirica
El íbice asiático (Capra sibirica), también conocido con nombres regionalizados como íbice siberiano,  íbice del Altái,  íbice de Asia central o de Tian Shan,  íbice de Gobi o de Mongolia e íbice del Himalaya, es una especie politípica del género Capra, un mamífero artiodáctilo de la familia Bovidae propia de las montañas asiáticas del interior. Se describe frecuentemente con cuernos largos y con puntas que miran hacia fuera, con raya negra que cruza el dorso, con parches oscuros y claros más o menos contrastantes, con color blanco amarillento en los costados y la parte superior del cuello, con perilla larga. No obstante, estos rasgos podrían variar de forma importante entre poblaciones y dentro de las mimas unidades de conservación, dejando las descripciones morfológicas pendiente de revisión al igual que la taxonomía de estos ungulados asiáticos.

## Subespecies
La taxonomía de Capra sibirica queda pendiente de resolver. Fue erróneamente considerada en el pasado por algunos zoólogos como una simple subespecie del íbice europeo (Capra ibex) y actualmente se considera que los íbices asiáticos agrupados bajo el nombre Capra sibirica podrían ser más de una especie. Los resultados más recientes de genética sugieren un complejo de diferentes unidades de conservación que se diferencian genéticamente a un nivel que puede distinguir a especies, quedando necesaria una revisión taxonómica completa.,

De las numerosas unidades propuestas en el pasado,  se consideran en la actualidad varias unidades todavia pendientes de confirmaciones taxonómicas concluyentes:, , 
- Capra sibirica sibirica - Íbice siberiano o íbice del Altái que posiblemente sea una especie diferenciada al que se podría reservar el nombre Capra sibirica.
- Capra sibirica hagenbecki - Íbice mongol o íbice de Gobi que podría ser una subespecie de la anterior.

- Capra sibirica alaiana - Íbice de Kirguistán o íbice de Asia central que podría ser una especie diferenciada Capra alaiana a la que se asocia otra  hipotética variante local formosovi
- Capra sibirica sakeen - Íbice de Cachemira o  íbice del Himalaya que podría ser una especie diferenciada Capra sakeen a la que se asocia otra  hipotética variante local dementievi. El nombre Capra sibirica hemalayanus también fue propuesto y usado recientemente por varios autores pero no es considerado como valido.[7], [2]

## Conservación
Capra sibirica está incluida en la Lista Roja de la UICN con el estado de Casi Amenazada.